# Élections législatives kazakhes de 1979
Des élections législatives se sont tenues au Kazakhstan en 1979.